# Kloster Rottenbuch

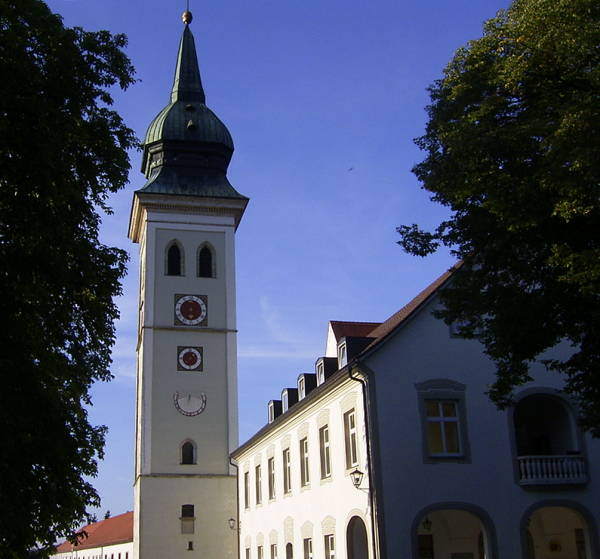
Kloster Rottenbuch

Das Kloster Rottenbuch  ist ein ehemaliges Augustiner-Chorherrenstift im oberbayerischen Rottenbuch im Erzbistum München und Freising. 1963 übernahmen Don Bosco Schwestern die vormaligen Stiftsgebäude. Die Anlage liegt rund zwölf Kilometer nordöstlich der Wieskirche über dem Ammertal.

## Geschichte

Stift Rottenbuch gegen Ende des 17. Jahrhunderts auf einem Kupferstich von Michael Wening

Das den hll. Peter und Paul sowie Mariä Geburt geweihte Chorherrenstift wurde 1073 durch Herzog Welf I. von Baiern auf Wunsch des Bischofs Altmann von Passau gegründet, der für das Rottenbucher Stift die Augustinusregel einführte. Vermutlich lebten schon seit etwa 950 Einsiedler im Gebiet von „Raitenbuech“, die untereinander einen klosterähnlichen Verbund bildeten. Erste Chorherren kamen aus dem Passauer Stift St. Nikola. 1085 begannen die Chorherren mit dem Bau der romanischen Stiftskirche. Diese wurde später im gotischen Stil erweitert und Mitte des 18. Jahrhunderts von dem Wessobrunner Stuckateur Joseph Schmuzer im Rokokostil ausgeschmückt. In der Folgezeit nahm das Stift Rottenbuch eine führende Rolle ein. Der Stiftspropst war bis zur Auflösung des Klosters 1803 Archidiakon für den Ammergau und Werdenfels. Als Mutterstift der Augustinerchorherren in Altbayern war das Stift Rottenbuch im 11. Jahrhundert führend in der Kanonikerreform. Einer der Rottenbucher Augustiner-Chorherren war Eberwin, der von etwa 1100 bis zu seinem Tod 1142 der erste Propst des Stifts Berchtesgaden und auch erster Propst des Stifts Baumburg, so dass Stift Rottenbuch Mutterkloster beider Stifte war. Zum Wirkungsbereich der Rottenbucher Augustinerchorherren gehörte u. a. die Wallfahrtskirche Mariä Himmelfahrt auf dem Hohen Peißenberg. Daneben bestand von 1120 bis 1272 in Rottenbuch auch ein Kanonissenstift. Danach siedelten die Kanonissen nach St. Laurentius in Benediktbeuern um und lebten dort nach der Benediktinerregel. Zwischen 1750 und 1770 wurde die Klosteranlage neu errichtet.
Das Stift wurde 1803 im Zuge der Säkularisation aufgelöst und die Klosteranlage verkauft. Die Stiftskirche und ein Teil der Stiftsanlage blieben erhalten. Die Stiftsbibliothek wurde weitgehend in die Münchner Residenz verbracht, verkauft und gelangte zu einem großen Teil in die Papiermühle. Wer für den Abbruch der meisten Stiftsgebäude verantwortlich ist, ist umstritten. 1804–1813 gehörte das Klostergut dem Schweizer Seidenbandfabrikanten Johann Rudolf Meyer aus Aarau, danach dessen Sohn gleichnamigem Sohn, der es 1816 dem Königreich Bayern verkaufte.
1960 übernahmen Don Bosco Schwestern die erhaltenen Gebäude und bauten sie für ihr Projekt „Heim Maria Auxilium“ bis 1963 um, das zunächst als Ferienlager genutzt wurde. 1969 wurden erste Wohnungen für Behinderte geschaffen. Diese Ausrichtung wurde im Anschluss vertieft durch die Einrichtung des heutigen Förderzentrums für geistige Entwicklung (1973–1975) und die Erweiterung um eine heilpädagogische Tagesstätte sowie ein Internat für geistig behinderte Kinder und Jugendliche.
Einige Gebäude dienen heute als Wohngebäude, eines enthält das Rottenbucher Rathaus und ein weiteres die Grundschule und das Dorfmuseum.
Am 1. September 2010 erwarb die Regens-Wagner-Stiftung Dillingen das Heim Maria Auxilium und betreibt die Einrichtungen seitdem. Die Don Bosco Schwestern zogen in das benachbarte neu renovierte sogenannte „Schloss“.
In der Nacht zum 19. September 2018 wurde das ehemalige Brauhaus des Klosters bei einem Brand des Dachstuhls schwer beschädigt. Die Staatsanwaltschaft ging von fahrlässiger Brandstiftung aus, stellte das Verfahren jedoch mangels einem Verdächtigen ein.

## Ehemalige Stiftskirche
Die ehemalige Stiftskirche Märia Geburt dient seit der Säkularisation 1803 als Pfarrkirche von Rottenbuch.

## Pröpste
Quellen:
1. Ulrich I., 1090
2. Beveric, 1116
3. Ulrich II., † um 1126
4. Rudolf, † um 1144
5. Otto I. von Neuburg, 1150, † um 1179
6. Albert I., 1194
7. Ulrich III., 1204
8. Friedrich, † 1208
9. Otto II., 1208–1210
10. Witticho I., 1214
11. Arno I., † 1217
12. Ludwig I., 1217–1220
13. Witticho II., 1220–1249
14. Arno II., 1243
15. Conrad I., 1256, 1263
16. Heinrich I., † 1268
17. Ludwig II., 1269, 1277
18. Wernher I.
19. Albert II., † 1291
20. Wernher II., 1294
21. Ulrich IV. Peutinger, † 1309
22. Conrad II., † 1326
23. Heinrich II., 1326–1336
24. Conrad III., 1336
25. Ulrich V. Sturmlein, † 1350
26. Ulrich VI. Dayscher, 1350–1361
27. Ulrich VII. Sturm, 1361–1376
28. Conrad IV. Daygscher, 1376–1377
29. Heinrich III. Meylinger, 1393
30. Ulrich VIII. Weichinger
31. Johann I. Greulich, † 1421
32. Johann II. Segenschmid, 1421–1431
33. Georg I. Neumair, 1431–1448; erhielt 1442 die Pontifikalien
34. Johann III., † 1448
35. Georg II. Neumayr, 1448–1472
36. Peter Daygscher, 1472–1480
37. Johann IV. Messerschmid, 1480–1497
38. Hieronymus Huber, 1497–1515
39. Urban I. Köberle, 1516–1538
40. Wilhelm Kent, 1538–1558
41. Urban II. Schwaiger, 1558–1582
42. Wolfgang Perghofer, 1582–1611
43. Georg III. Sießmayr, 1611–1619
44. Johann V. Chrysostomos Sutor, 1619–1626
45. Michael Fischer (Piscator), 1627–1663
46. Augustin Oberst, 1663–1690
47. Gilbert Gast, 1690–1700
48. Patritius (Patriz) Oswald, 1700–1740
49. Clemens Prasser, 1740–1770
50. Guarin Buchner, 1770–1772
51. Ambros Mösmer, 1775–1798
52. Herculan Schwaiger, 1798–1803, † 28. März 1830[13]